# Lawina (film 2008)
Lawina (niem. Die Jahrhundertlawine) – polsko-niemiecko-austriacko-francuski dramat katastroficzny z 2008 roku. Film jest koprodukcją międzynarodową. Z polskiej strony koproducentem była telewizja TVN.

## Fabuła
Marc jest ratownikiem górskim, mieszkającym w małym miasteczku u podnóża Alp. Podczas jednej z akcji usiłuje uratować życie Michelowi, bratu swojej narzeczonej Anne. Jednak Michel ginie. Marc jest zdruzgotany, tym bardziej, że Anne obwinia go o śmierć brata i zrywa zaręczyny. Decyduje się opuścić miasteczko i wyjeżdża do Paryża. Osiem lat później dowiaduje się z telewizji o wydobyciu zwłok w górskim regionie w pobliżu miejscowości Vent. Ponieważ jest przekonany, że to zwłoki Michela, decyduje się pojechać na pogrzeb. W rodzinnym miasteczku wszyscy witają go ciepło, z wyjątkiem Anne, która nadal go nienawidzi. Marc decyduje się odjechać następnego dnia. Nieoczekiwanie jednak z gór schodzi groźna lawina, która odcina ich od świata i zagraża miastu.

## Obsada
- Désirée Nosbusch (Anne),
- Vincent Pérez (Marc),
- Jacques Spiesser (Josef),
- Coraly Zahonero (Helene),
- Joel Eisenblätter (Nico),
- Wojciech Wysocki (Dominic),
- Gabriela Pietrucha (Lidia),
- Natalia Rybicka (Camilla),
- Eva Habermann (Valérie Lutz)
- Michael Brandner (burmistrz Raymond Lutz)
- Jacques Spiesser (proboszcz Josef)
- Krzysztof Stelmaszyk